# Bataillon Charlemagne
Le bataillon Charlemagne, ou « Sturmbataillon Charlemagne » en allemand, est une unité de sous-officiers et hommes du rang, tous issus de la division SS Charlemagne, qui prit part, sous le commandement du SS-Hauptsturmführer Henri Fenet, à la bataille de Berlin contre les forces soviétiques du 24 avril au 2 mai 1945 pendant la Seconde Guerre mondiale.
Subissant de lourdes pertes, le bataillon participe principalement à une contre-attaque dans le quartier de Neukölln le 26 avril, puis défend la Wilhelmstraße du 28 avril au 1er mai avant de finir capturé.

## Préparatif
Des combats contre l'offensive soviétique en Poméranie en février-mars, il reste environ 1 100 hommes, commandés depuis Carpin par Gustav Krukenberg. Celui-ci reçoit dans la nuit du 23 au 24 avril un télégramme du Führerbunker lui enjoignant de constituer un bataillon d'assaut (Sturmbataillon, connu aussi plus tard comme bataillon Charlemagne). Krukenberg fait appel aux volontaires, mais il est limité à 400 hommes par le nombre de camions disponibles. Ils perçoivent de bonnes armes (Sturmgewehr 44, Panzerfaust, grenades…) et embarquent le matin même. Deux camions étant manquants, 320 ou 330 hommes arrivent à Berlin, finissant le trajet à pied avec leur chargement faute de ponts. C'est la dernière unité à rentrer dans Berlin avant l'encerclement de la ville. Avec une garde de SS français, Krukenberg est envoyé au PC de la 11e division SS Nordland pour remplacer Joachim Ziegler (en) à la tête de la division (avec qui va combattre le bataillon Charlemagne). À l'extérieur du PC — Krukenberg est à l'intérieur —, se comprenant mal à cause de la barrière de la langue, une fusillade éclate entre les Français et des combattants sur place, plusieurs hommes sont touchés.
Le commandement du Sturmbataillon est confié à l'Hauptsturmführer Henri Fenet dont bataillon 57 en a fourni quatre compagnies, une autre provenant du bataillon 58. Étant donné que l'effectif initial n'est pas parvenu entièrement à Berlin, le Sturmbataillon est reconstitué ainsi :
- un état-major
- une Kampfschule (école de combat, sous le commandement de l'Obersturmführer Wilhelm Weber, elle est rattachée à l'état-major de la Nordland)
- 1re compagnie de grenadiers (Untersturmführer Labourdette)
- 2e compagnie de grenadiers (Obersturmführer Michel)
- 3e compagnie de grenadiers (ex 6./58[5], Hauptscharführer Rostaing)
- 4e compagnie de grenadiers (Obersturmführer Ollivier)

Les compagnies de grenadiers comptent environ 60-70 hommes chacune, tous combattants.

## Combat
Les Français gagnent la zone du parc Hasenheide dans l'ouest du quartier de Neukölln le 25 avril au soir. Krukenberg engage le SS-Panzergrenadier-Regiment 23 « Norge » et les 2e, 3e et 4e compagnies du Sturmbaillon avec l'appui de deux Panther et d'un puis deux Tiger II mais aussi des Hitlerjugend dans une contre-attaque le lendemain à 5 heures du matin depuis l'hôtel de ville de Neukölln dans la direction de la Berliner Straße (de), contre la 8e armée de la garde (dont les unités, incluant la 1re armée blindée de la Garde affronteront le Sturmbataillon jusqu'à la capitulation). Les troupes de Krukenberg progressent bien au prix de lourdes pertes, mais se trouvant trop exposées sur les ailes, elles se retirent finalement. La 1re compagnie quant à elle est engagée dans le secteur de l'aéroport de Tempelhof, sauf un groupe qui participe à la défense du Landwehrkanal près de la porte de Halle.
À l'aube du 27 avril, le bataillon garde la Belle-Alliance-Platz (en), sauf une section envoyée dans le quartier de Schöneberg. Les hommes trouvent repos dans une brasserie près de la gare d'Anhalt puis en partie via les tunnels du métro, prennent leurs quartier au Schauspielhaus. Krukenberg fait réorganiser le bataillon en Panzer-Vernichtungstrupps, des détachements antichars de huit hommes.
Le lendemain 28, des détachements antichars sont donc envoyés défendre la Wilhelmstraße qui mène à la Chancellerie du Reich depuis la Belle-Alliance-Platz d'où les Soviétiques lancent leurs attaques, les Français installent leurs positions au niveau de la Hedemannstraße, bloquant la progression des Soviétiques, détruisant des chars avec leur Panzerfaust. Ils reçoivent le renfort d'une centaine d'hommes du Volkssturm. Le dimanche 29, maintenant la liaison avec leur voisin de la Nordland qui défendent la Friedrichstraße, les Français reculent de leur position vers la Puttkamerstraße à environ 150 mètres, devant toutefois contre-attaquer avec les Volkssturm. Le ravitaillement en vivres et même en eau devient compliqué, les pertes s'accumulent et les blessés légers devront rester à leur poste et l'encadrement s'étiole. Fenet, Eugène Vaulot (8 chars détruits à Berlin), Wilhelm Weber (13 chars détruits) et Robert Appolot (six chars détruits à Berlin) reçoivent ce jour-là la croix de chevalier de la croix de fer. La position de la Puttkamerstraße tient encore le lendemain, et le 1er mai encore jusque dans l'après-midi où la pression ennemie repousse les Français qui organisent une nouvelle position 300 mètres plus loin, sur la Prinz-Albrecht-Straße.
Au soir, le General der Artillerie Helmuth Weidling, qui commande la zone de défense de Berlin, ordonne de cesser le combat à partir de 23 heures. Les défenseurs réfléchissent alors à effectuer une percée vers le nord et Krukenberg envoie un officier d'ordonnance peu avant minuit donner l'ordre de repli au Sturmbataillon, mais il disparaît.
La reddition de Berlin est effective le 2 mai, les restes du bataillon sont en grande partie capturés.
Le Sturmbataillon est crédité de la mise hors de combat de 80 chars pendant la bataille, un chiffre qui manque toutefois de confirmation.

## Anecdotes
L'écrivain collaborationniste Jean Fontenoy a longtemps été cité comme membre du bataillon Charlemagne. Cette erreur est due à deux facteurs :
1. Jean Fontenoy était à Berlin à la fin de la guerre, mais pas dans une unité combattante ;
2. un des cadres de l'école de combat était un quasi-homonyme (Fontenay).

#### Ouvrages historiques
- Jean Mabire, Mourir à Berlin, Grancher, 1975.
- Robert Forbes, Pour l'Europe, les volontaires français de la Waffen-SS, Édition de l'Aencre - 2005.
- Georges Bernage, Berlin 1945, Heimdal, 2003
- Tonis le Tissier, SS-Charlemagne: The 33rd Waffen-Grenadier Division of the SS, Éditeur : Pen & Sword Military ; Reprint édition (25 avril 2019),  (ISBN 1526756641).

#### Récits romancés
- Saint-Loup, Les Hérétiques
- Michel Kœniguer, Berlin sera notre tombeau, bande dessinée, 3 tomes.

#### Parcours individuels
- (en) Pierre Rostaing et Pierre Démaret, Le prix d'un serment : 1941-1945, des plaines de Russie à l'enfer de Berlin, Nice, Paillon, 2008, 236 p. (ISBN 978-2-953-14450-5 et 978-2-956-14450-2).
- Henri Fenet, Berlin derniers témoignages, Édition de l’homme libre  (ISBN 9782368960233)
- Jean Malardier, Combats pour l'Honneur - Bataillon d'assaut Charlemagne : 24 avril - 2 mai 1945, Éditions de l'Homme Libre
- Jean-Marie Croisile, Sous uniforme allemand, Paris, Nimrod, 2018, 405 p. (ISBN 978-2-915-24368-0, OCLC 1041630653).